# Solanum actephilum
Solanum actephilum är en potatisväxtart som beskrevs av André Guillaumin. Solanum actephilum ingår i släktet skattor som ingår i familjen potatisväxter. Inga underarter finns listade i Catalogue of Life.